# Estación La Cocha
La Estación La Cocha fue una estación de ferrocarril de La Cocha, Tucumán, Argentina. Actualmente fue demolida, las vías levantadas y en su lugar funcionan dependencias municipales.

## Servicios
La estación comenzó a construirse en 1908, siendo inaugurada el 21 de noviembre de 1910, sirviendo como estación de los ramales CC14 y CC12 del Ferrocarril Belgrano. Los trenes de pasajeros dejaron de circular en 1979, cesando los servicios de cargas en 1993 y clausurando la estación. Actualmente las vías fueron levantadas y el edificio de la estación fue demolido para construir un centro de servicios con dependencias y direcciones municipales, el cuartel de bomberos voluntarios de La Cocha y una oficina de Anses.
Se encontraba precedida por la Estación Bajastiné, le sigue la Estación Huasa Pampa por parte del Ramal CC14, y por la Estación Rumi Punco del Ramal CC12.